# サッカーレバノン女子代表
サッカーレバノン女子代表（サッカーレバノンじょしだいひょう）は、レバノンサッカー連盟(アラビア語: الاتحاد اللبناني لكرة القدم、フランス語: Fédération Libanaise de Football Association, 略称：FLFA)によって編成されるレバノンの女子サッカーナショナルチームである。アジアサッカー連盟(AFC)に所属している。2006年に開催されたアラブ女子選手権に向けて代表チームが結成された。アジアの女子サッカー選手権であるAFC女子アジアカップには2014年大会で初めて予選に参加する。
女子ワールドカップ、オリンピックともに出場はない。

## ワールドカップの成績
（代表結成後のみ）
- 2007 - 不参加
- 2011 - 不参加
- 2015 - 予選敗退
- 2019 - 予選出場辞退

## オリンピックの成績
（代表結成後のみ）
- 2008 - 不参加
- 2012 - 不参加
- 2016 - 不参加

## アジアカップの成績
（代表結成後のみ）
- 2008 - 不参加
- 2010 - 不参加
- 2014 - 予選敗退
- 2018 - 予選出場辞退

## 西アジア女子サッカー選手権の成績
- 2005 - 不参加
- 2007 - 3位
- 2010 - 不参加
- 2011 - グループリーグ敗退
- 2014 - 不参加

## アラブ女子選手権の成績
アラブ女子選手権はアラブサッカー連盟による女子サッカー大会。第一回大会が2006年にエジプトで行われた。
- 2006 - グループリーグ敗退

## FIFAランキング
- 初登場 - 119位(2006年5月)
- 最高順位 - 92位(2009年12月)
- 最低順位 - 144位(2007年12月)